# Consoude officinale
Symphytum officinale
Pour les différentes consoudes médicinales, voir Consoude (plante médicinale).
Espèce
Classification phylogénétique
La Consoude officinale  ou Symphyte officinal (Symphytum officinale) est l'espèce caractéristique du genre Symphytum. Elle présente de nombreuses variétés et s'hybride facilement, cette dernière caractéristique ayant été utilisée en agronomie comme en horticulture. Les limites de définition de l'espèce ne sont d'ailleurs pas fixées de manière définitive (voir l'article sur les consoudes). C'est une plante utile et utilisée depuis longtemps, à la fois pour la production agricole, pour ses vertus thérapeutiques et pour l'agrément des jardins.

## Phytonymie

### Étymologie
Le terme de « consoude », apparu vers 1265, vient du bas latin consolida dérivé de consolidare « consolider, affermir » en raison de ses vertus à cicatriser les plaies (astringent) et à consolider les fractures.
Le terme de Symphytum, genre créé par Linné en 1753, vient à travers le latin du grec σύμφυτον sumphuton, nom d'une plante aux propriétés cicatrisantes (peut-être la consoude), terme lui-même dérivé de συμφύω sumphuo « faire grandir ensemble ».

### Noms vernaculaires
Oreille d'âne, Langue de vache, Confée, Grande consoude, Consolida major, herbe à la coupure, consyre.

## Description

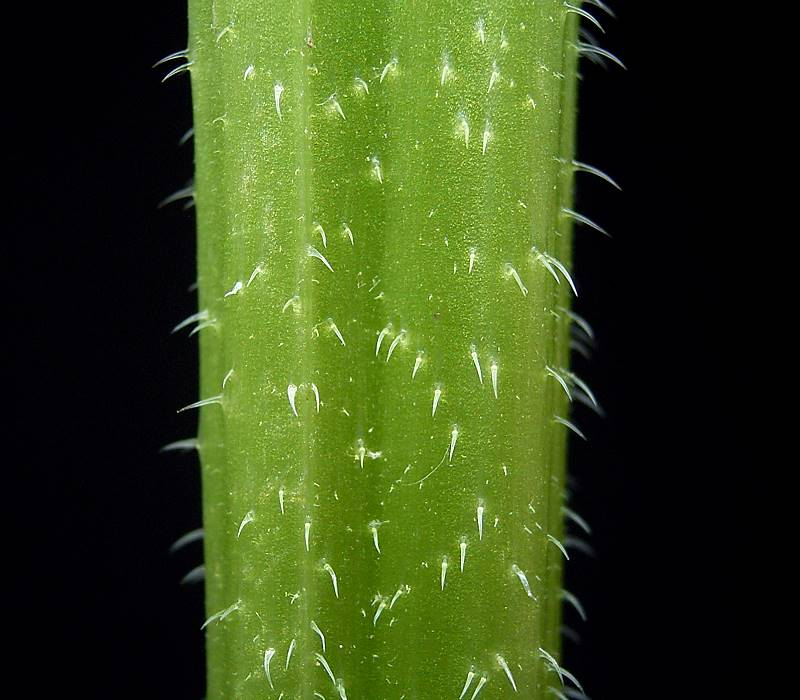
Tige piquante.

La consoude est une grande plante vivace de 30 à 130 cm, en grandes colonies. Elle possède une racine rhizomateuse d'un brun noir à l'extérieur, blanche à l'intérieur.
Ses grandes feuilles (jusqu'à 40 cm de long sur 15 cm de large) sont alternes, ovales à lancéolées, effilées et aiguës au sommet, et décurrentes (se prolongeant sur la tige). Elles sont couvertes de poils raides (courbés sur la face inférieure)
Ses fleurs dans les tons de blanc, de rose, de pourpre clair à foncé, voire jaune pâle ou crème, sont groupées en cymes scorpioïdes unipares au sommet des rameaux. Leur corolle en tube est élargi en cloche à leur extrémité. Elles fleurissent de la mi-mai à août.
Ses fruits sont composés de 4 akènes lisses et brillants.
Avant la floraison, les feuilles de digitale, très toxiques, pourraient être confondues avec celles de consoude mais au toucher la digitale est laineuse et douce alors que la consoude est rêche.

## Écologie
La grande consoude est très commune dans toute la France, rare dans le midi. On la trouve aussi dans le reste de l'Europe, en Russie, en Asie Centrale et en Chine.
Elle pousse dans les prés humides, les fossés, au bord des eaux.

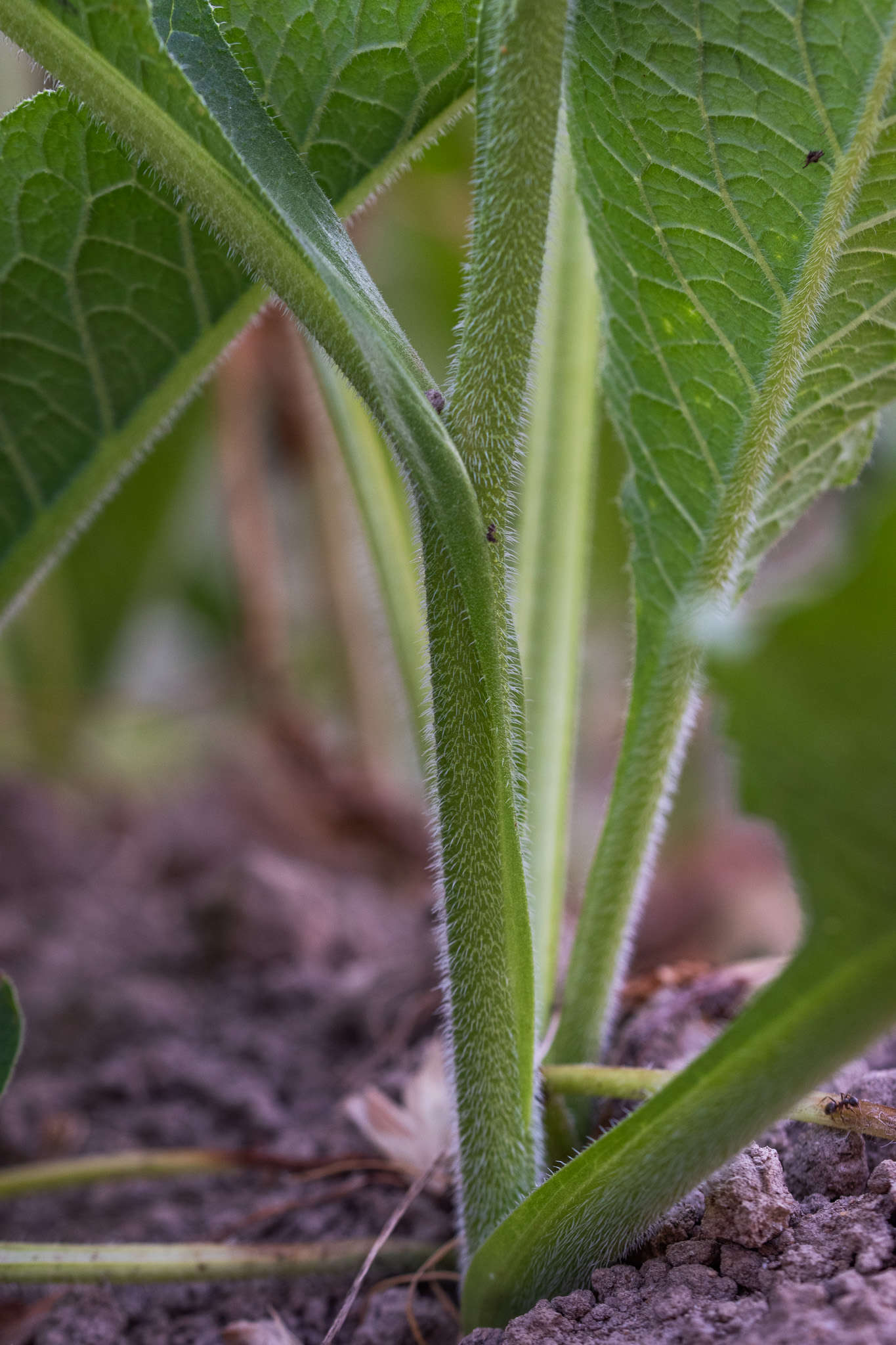
Feuilles de consoude officinale se prolongeant sur la tige

## Propriétés
Racine et feuilles mucilagineuses sont émollientes et adoucissantes, utilisées pour soigner les dermites des animaux.
La racine de consoude contient des glucides (fructanes), des terpénoïdes (mono- et bidesmosides triterpéniques) et des alcaloïdes pyrrolizidiniques (0,2-0,4 %) : lycopsamine, intermédine (monoester de la rétronécine) et leurs dérivés acétylés, ainsi que de la symphytine (un diester). Elle contient aussi de l'allantoïne, de l'acide rosmarinique et des mucilages (polysaccharides).
Les feuilles renferment aussi des alcaloïdes, mais en quantité bien plus faible : 0,003-0,02 %.

## Utilisations

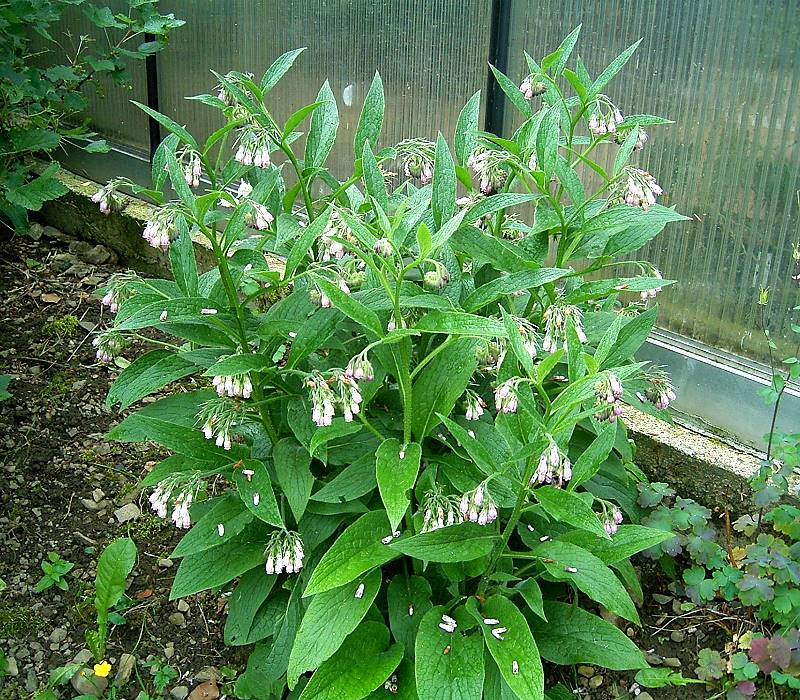
Symphytum officinale.

### Alimentation
Cette plante contient des alcaloïdes pyrrolizidiniques toxiques pour le foie à haute dose ou à petite dose si une consommation régulière en est faite, aussi est-il déconseillé de manger quotidiennement de la consoude. À titre occasionnel, on peut donc consommer :
- les très jeunes feuilles, encore tendres, coupées finement et ajoutées aux salades ;
- les feuilles peuvent être cuites dans des soupes, en légumes, en beignets ;
- les feuilles, riches en protéines et minéraux peuvent parfaitement remplacer l'usage d'épinards dans une variété de préparations culinaires, de plus la consoude n'a pas le défaut des épinards de devenir toxique sous l'influence prolongée de l'air.
- les jeunes pousses en asperge[8]

Pour le professeur de pharmacognosie, Jean Bruneton, « la consommation des feuilles en potage — certains en vantent les vertus nutritives — est à déconseiller formellement ».
Malgré sa toxicité, la consoude est également parfois utilisée comme complément alimentaire pour le bétail. Sa culture est facile et très bon marché puisqu'elle n'a pas besoin de soins particuliers pour prospérer mais selon Jean Bruneton, elle rend dans ce cas le lait toxique. L'ortie serait donc à préférer pour l'apport en protéines.
Des résultats contradictoires ont été obtenus quant à la présence de vitamine B12. À la suite des travaux de Briggs et al. (1983), il est souvent dit qu'elle est le seul exemple connu dans le règne végétal de production (en tant que métabolite secondaire) de vitamine B12. Mais ces résultats sont aujourd'hui infirmés. En effet, la vitamine B12 ne peut être synthétisée que par des bactéries et des champignons, car elles sont les seules à disposer des enzymes nécessaires,. Enfin, certaines variétés ne contiennent tout simplement pas de vitamine B12, ou alors en très petite quantité nécessitant l'ingestion d'un kilo de feuilles pour couvrir les besoins journaliers.

### Engrais végétal

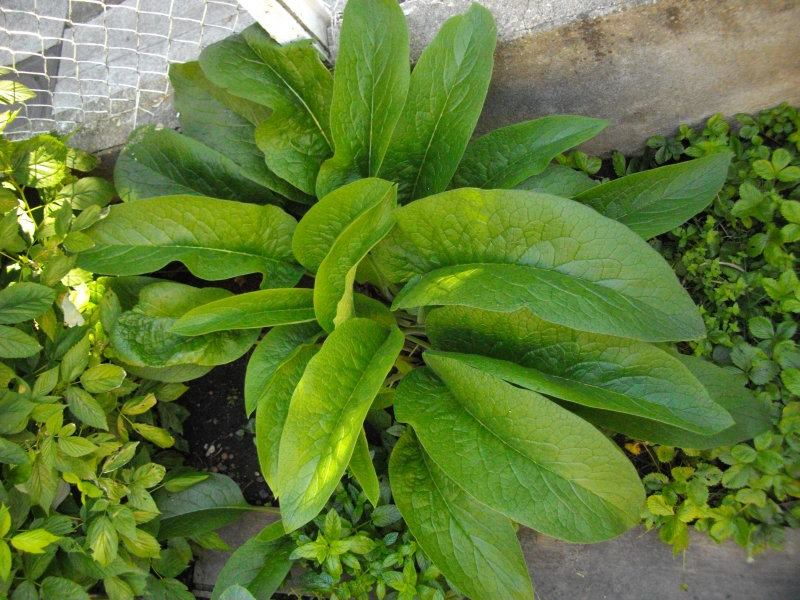
Symphytum officinale.

La consoude est utilisée comme engrais végétal en agriculture biologique. Un petit coin de jardin réservé à la Consoude de Russie peut être récolté plusieurs fois par an, procurant une quantité appréciable de matériaux verts riches en matières minérales utilisables de diverses manières (purin, mulch, compost) pour accroître la fertilité du sol et la croissance des plantes.

### Comme plante mellifère
Les consoudes sont des plantes à haut potentiel nectarifère. Les fleurs sont systématiquement visitées par les bourdons en raison de leur haute attractivité. Ceux-ci percent généralement un trou à la base de la corolle afin d'accéder plus rapidement au nectar. Les abeilles peuvent ensuite en profiter. Sans ce trou, leur langue est trop courte et ne permet pas d'accéder au nectar.

## Propriétés médicinales

### Usage interne
La Grande consoude contient des alcaloïdes pyrrolizidiniques hépatotoxiques. Toutefois, ceux-ci sont principalement des monoesters (lycopsamine et intermédine) relativement moins toxiques que la symphytine, un diester.
Suivant Bruneton, « la racine et les feuilles de consoude provoquent, lorsqu'elles sont administrées par voie orale et sur une longue période à des rats, l'apparition de tumeurs au niveau du foie chez près de la moitié des animaux ; il en est de même pour la symphytine. Chez l'Homme, plusieurs cas de syndromes veino-occlusifs (...) attribués à la consommation régulière et prolongée (pendant plusieurs mois) d'infusions ou de capsules de consoude ont été publiés : dans l'un des cas le patient est décédé. »
Bruneton relève également un cas de décès après deux semaines de consommation quotidienne de 3/5 feuilles
Dans beaucoup de pays, des mesures restrictives ont été prises vis-à-vis son emploi. En France et en Allemagne, seul son usage externe est autorisé.
Maria Treben la recommande en usage interne sous forme de tisane en quantité limitée, pour les troubles de l'appareil digestif, hémorragies stomacales, ulcères gastriques, bronchites et pleurésies.
La préparation de consoude sous forme spagyrique, disponible dans certaines officines spécialisées, en exonérerait ses propriétés curatives de toute potentielle toxicité orbitale et en permettrait  ainsi, du moins selon les tenants de cette école, un usage interne dépourvu de toute iatrogénèse,

### Usages externes
La tradition prête à la racine de consoude des propriétés hémostatiques, anti-inflammatoires, astringentes, cicatrisantes et émollientes.
Suivant Bruneton, la racine est « traditionnellement utilisé(e) comme traitement d'appoint adoucissant et antiprurigineux des affections dermatologiques, comme trophique protecteur dans le traitement des crevasses, écorchures, gerçures et contre les piqûres d'insectes. [Note Expl., 1998] ».
Suivant Pierre Lieutaghi, les meilleurs résultats sont obtenus avec les racines fraîches, ébouillantées, broyées que l'on applique sur les plaies suppurantes ou les escarres. « Sur les brûlures du premier degré, la pulpe fraîche procure un soulagement rapide. Elle calme et cicatrise promptement les gerçures des seins. »
Une étude allemande, en simple aveugle, randomisée, a montré qu'une crème à base de consoude était un peu plus efficace qu'un gel de diclofénac (Voltarène) dans le traitement des entorses de la cheville.
En application interne et externe, la consoude accélère, grâce à sa teneur en allantoïne, la formation de nouvelles cellules, aussi bien dans la peau que dans des masses osseuses. Des études ont prouvé que des fractures guérissaient beaucoup plus vite en appliquant de la consoude.
Maria Treben la recommande en usage externe pour les rhumatismes, gonflements d'articulations, luxations, foulures, goutte, meurtrissures, hématomes, fractures, douleurs des moignons d'amputation, douleurs de la nuque, tumeurs variqueuses et déformations des poignets et des chevilles.

## Histoire
En Europe, les propriétés cicatrisantes des plantes du genre Symphytum sont connues depuis l'Antiquité.
Les Anciens Grecs utilisaient le terme de sumphuton pour désigner plusieurs plantes auxquelles ils attribuaient les propriétés de cicatriser les plaies et de consolider les fractures.
Le pharmacologue grec du Ier siècle Dioscoride décrit dans De materia medica deux espèces de plantes du nom de sumphuton. Il décrit ainsi le sumphuton pektê

« Il a une tige velue, de deux coudées ou davantage, anguleuse, creuse comme le laiteron (sogkos)...Les racines sont noires à l'extérieur, blanches et gluantes à l'intérieur. Ce sont elles que l'on utilise. Broyées et prises en boisson, elles sont efficaces pour les fractures et les crachements de sang et en application avec des feuilles d’érigéron pour les inflammations, surtout celles qui surviennent à l'anus. Elles cicatrisent les plaies les plus récentes et agglutinent les chairs quand on les fait cuire ensemble. »

Le naturaliste romain de la même époque, Pline l'Ancien, donne une description de la symphytum petraeum très proche de celle de Dioscoride. Si on ne trouve pas de traces de ces plantes dans les écrits plus anciens d'Hippocrate ou de Théophraste, elles sont mentionnées dans les traités de médecines ultérieurs. Pour certains historiens, la sumphuton pektê pourrait être une consoude grecque Symphytum bulbosum C. Schimper.
Durant le long millénaire du Moyen Âge, « la médecine est désormais très liée à la magie et à la sorcellerie... L'étude se tourne vers les livres de botanique et non vers les plantes elles-mêmes. » (Magnin-Gonze).
À la Renaissance, le médecin Jean Fernel (1497-1558) tout en acceptant la tradition, chercha à réformer l'étude de la pathologie. Il proposa un sirop à base de sommités de consoude (et de pétales de roses, de bétoine, plantain, pimprenelle, scabieuse et tussilage) qui fut longtemps prescrit contre les diarrhées, les hémorragies, la toux et la phtisie.